# Фінта-Маре
Фінта-Маре (рум. Finta Mare) — село у повіті Димбовіца в Румунії. Адміністративний центр комуни Фінта.
Село розташоване на відстані 45 км на північний захід від Бухареста, 30 км на південний схід від Тирговіште, 97 км на південь від Брашова.

## Населення
За даними перепису населення 2002 року у селі проживали 1412 осіб, з них 1411 осіб (99,9%) румунів. Усі жителі села рідною мовою назвали румунську.